# Suara Pembaruan
Suara Pembaruan – indonezyjski dziennik należący do grupy BeritaSatu Media. Został założony w 1987 roku.
Nakład pisma „Suara Pembaruan” wynosił 350 tys. egzemplarzy. Wydanie drukowane przestało się ukazywać w lutym 2021 r.